# Конституция Германской империи
Конституция Германской империи — основной закон Германской империи, действовавший с 1871 по 1919 год; основана на конституции Северогерманского союза. Предусматривала большое влияние короля Пруссии, по должности являвшегося также президентом союза, или германским императором. Предусматривала также наличие бундесрата (представительства государств-участников империи, а с 1911 г. и Эльзаса-Лотарингии, с правом вето Пруссии на изменения конституции) и рейхстага (избираемого всеобщим голосованием граждан мужского пола, согласно изначальной редакции конституции на 3 года, с 1888 г. на 5 лет).

## История

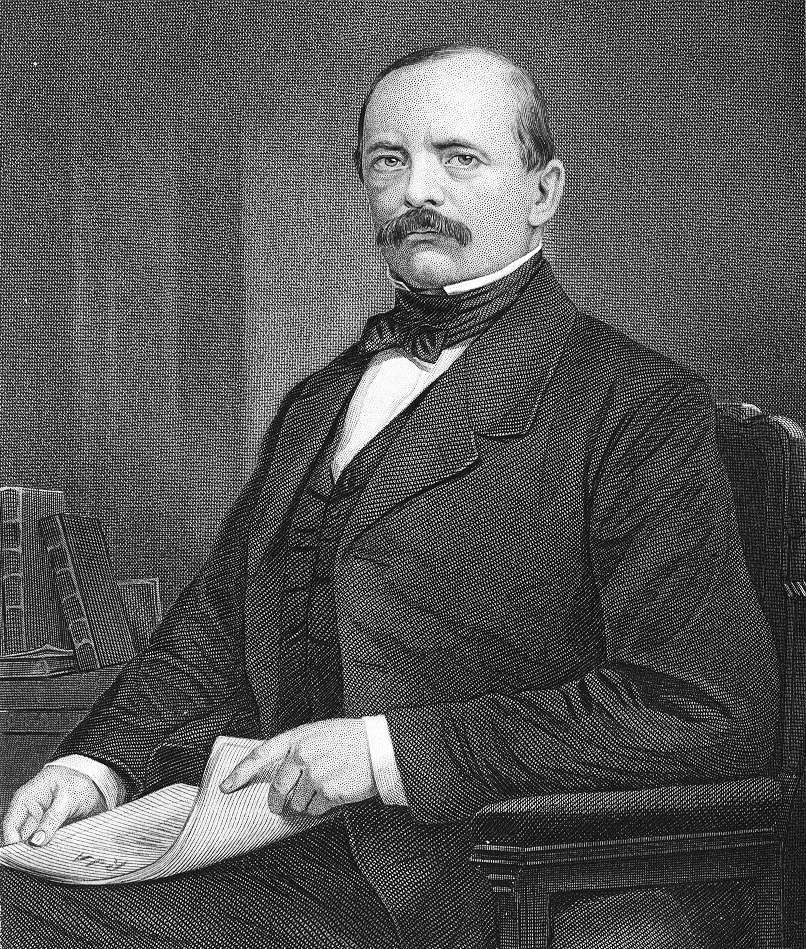
Отто фон Бисмарк — инициатор разработки и принятия конституции, первый Имперский канцлер

В результате Франко-Прусской войны 1870—1871 годов Пруссия стала не только основой федеративного Северогерманского союза, но и центром консолидации северогерманских и южно-германских княжеств в новое общегерманское государство. После триумфальной победы в битве при Седане, в ходе которой был пленен французский император Наполеон III, южногерманские государства начали с Пруссией переговоры о вступлении в Северогерманский союз. 23 ноября 1870 года подписан договор между Северогерманским союзом и Баварией, оговорившей её военную автономию в мирное время. 25 ноября в союз вступил Вюртемберг, армия которого составила отдельный корпус в вооружённых силах Германии. 10 декабря 1870 года рейхстаг Северогерманского союза по предложению канцлера Северогерманского союза Бисмарка от 9 декабря 1870 года переименовал Северогерманский союз в Германскую империю (Deutsches Reich), конституцию Северогерманского союза — в конституцию Германской империи, а пост президента Северогерманского союза — в пост германского императора (der Deutsche Kaiser). В связи с данными событиями возникла необходимость модификации конституции Северогерманского союза, с учетом положений договоров, заключенных с южно-германскими княжествами.21 марта 1871 собралось первое заседание Германского рейхстага, а 16 апреля была принята конституция Германской империи — по сути, модифицированная версия конституции упразднённого Северогерманского союза.

## Структура
Конституция 1871 года состояла из следующих частей:
- Преамбула — провозглашает создание на основе договоренностей между Северогерманским союзом, Баварией, Вюртембергом и иными немецкими княжествами нового союзного государства — Германской империи.
- I Отдел — Территория государства, субъекты, входящие в союз
- II Отдел — Распределение компетенции между Империей и землями, входящими в её состав
- III Отдел — Союзный совет (Бундесрат)
- IV Отдел — Полномочия Президента Империи (Императора)
- V Отдел — Рейхстаг
- VI Отдел — Вопросы таможенного и торгового регулирования
- VII Отдел — Железные дороги
- VIII Отдел — Почта и телеграф
- IX Отдел — Флот и мореплавание
- X Отдел — Консульства и представительства империи за рубежом
- XI Отдел — Военное дело
- XII Отдел — Государственные финансы
- XIII Отдел — Устав о конфликтах и наказаниях

## Распределение компетенции
В соответствии с конституцией, нормы федерального законодательства (имперских законов) обладали верховенством по отношению к нормам местных законов субъектов империи. При этом компетенция разделялась на имперскую (федеральную) и совместную. В сферу исключительного регулирования федерации путём надзора входили:
- Определения, касающиеся свободы переселения, отношений к месту рождения и к месту жительства, права гражданства, паспортов, полиции иностранцев, а также касающиеся ремесла и страхования, поскольку эти предметы не определены уже ст. 3-й этой конституции, за исключением отношений к месту рождения и жительства в Баварии; сверх того, определения о колонизации и о переселении в иностранные, негерманские земли.
- Законодательство таможенное и торговое и установление налогов, необходимых для нужд империи.
- Определение системы мер весов и монет, а также основные положения о выпуске бумажных денег, гарантированных движимыми или недвижимыми ценностями.
- Общие определения о банках.
- Патенты на изобретения.
- Охрана авторской собственности.
- Организация общей защиты германской торговли за границей, германского мореплавания и его морского флага и распределение общего консульского представительства, установленного на счет империи.
- Железные дороги (в Баварии придерживаясь определения ст. 46) и пути сообщения, водные и сухопутные, установленные в интересах защиты страны и всеобщего оборота.
- Сплавка и судоходство по водным путям, общим нескольким государствам, и состояние этих путей, речные и иные таможни, а также сигнализация судоходства (огни, бакены и другие дневные сигналы).
- Почта и телеграф (но в Баварии и Вюртемберге в той мере, как определяла ст. 52).
- Определения о взаимном исполнении приговоров в гражданских делах и об удовлетворении исков вообще.
- Предписание относительно доказательной силы подлинных актов.
- Общее законодательство в гражданском праве, уголовное право и судопроизводство.
- Армия и военный флот в империи.
- Правила медицинской и ветеринарной помощи.
- Определения о прессе и о праве общения (союзов).

В 1873 г. была внесена поправка (de:Lex Miquel-Lasker), относящая к имперской компетенции всё гражданское право.

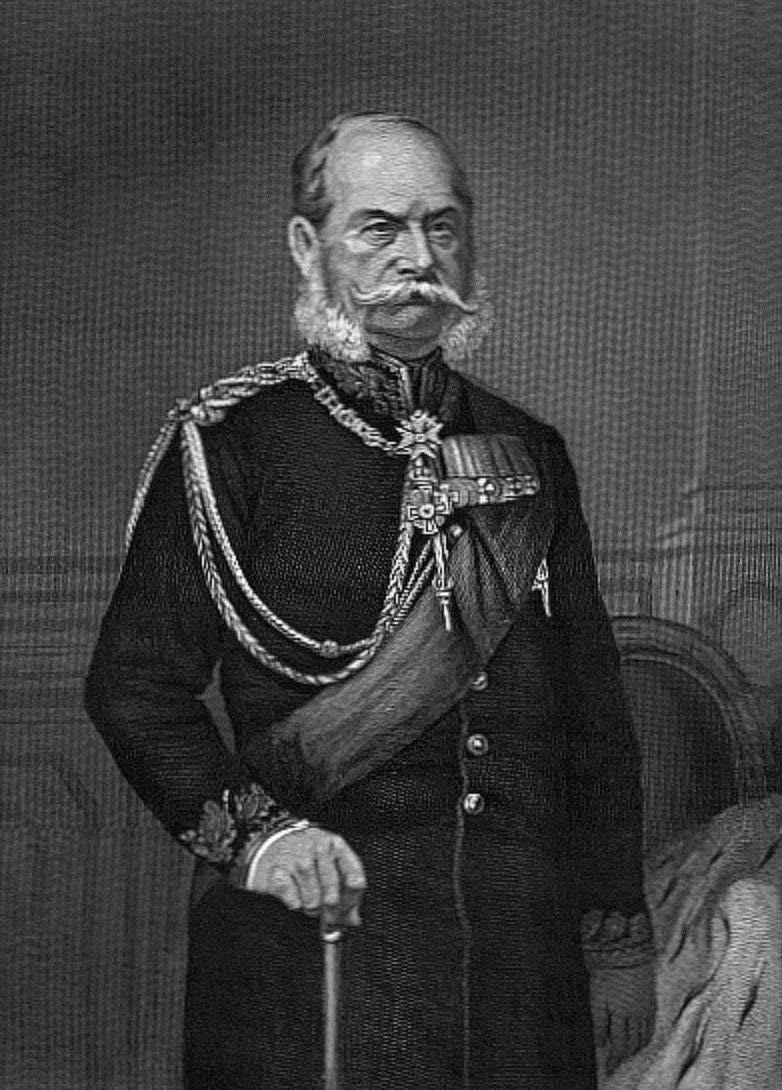
Вильгельм I стал первым императором Германской империи по конституции 1871 года

## Статус императора
По своей сути, конституция определяла форму правления как конституционную дуалистическую монархию: власть монарха разделялась им с парламентом, его полномочия были строго прописаны в конституции. Как президент Союза, император выступал от имени всей империи в отношениях с другими государствами: от имени империи объявлял войну и заключал мир, вступал в союзы и другие договоры. Однако данные полномочия реализовались им только при согласии Бундесрата, который играл роль органа, представляющего интересы всех субъектов федерации.
В соответствии с конституцией, император, являясь главой исполнительной власти, назначал должностных лиц империи, и прежде всего канцлера. Ему принадлежало право созывать, закрывать и распускать Союзный совет и рейхстаг, а также право «разработки и публикации» имперских законов и надзора за их исполнением.

## Законодательная власть
Законодательная власть принадлежала двум законодательным палатам - Бундесрату и Рейхстагу.

### Рейхстаг
Рейхстаг состоял из 382 членов. Избирался народом на основе всеобщего, равного и прямого избирательного права по двухтуровой мажоритарной системе по одномандатным округам сроком на 3 года. Решение о роспуске Рейхстага раньше законом установленного срока должно было быть принято Бундесратом и одобрено Императором. Законы принимались Рейхстагом простым большинством, при кворуме также составлявшем простое большинство от общего числа членов.

### Бундесрат
Члены бундесрата назначались монархами (в королевствах, великих герцогства, герцогствах и княжествах) или сенатами (в вольных городах), голоса между которыми разделялись следующим образом:
| Земли             | Примечание                                        | Голоса |
| Пруссия           | (включая территории, аннексированные в 1866 году) | 17     |
| Бавария           |                                                   | 6      |
| Саксония          |                                                   | 4      |
| Вюртемберг        |                                                   | 4      |
| Баден             |                                                   | 3      |
| Гессен            |                                                   | 3      |
| Мекленбург-Шверин |                                                   | 2      |
| Брауншвейг        |                                                   | 2      |
| другие 17 земель  | каждая по одному голосу                           | 17     |
| Эльзас-Лотарингия | после 1911 года                                   | 3      |
| Всего             |                                                   | 61     |

В структуре Бундесрата выделялись постоянные комитеты:
- по делам армии и крепостей,
- морских дел,
- таможенных дел и налогов,
- по делам торговли и обмена,
- по делам железных дорог, почт и телеграфов,
- юстиции,
- счетный комитет

Не обладая в полной мере законодательной властью, Бундесрат принимал простым большинством решения:
- о законопроектах, вносимых в парламент и законах, им изданных (по сути, утверждал законы, принятые Рейхстагом).
- об административных предписаниях и инструкциях, необходимых для реализации имперских законов.
- о недостатках, выявленных в результате реализации имперских законов, административных предписаний и инструкций о реализации имперских законов.

## Исполнительная власть
Главой исполнительной власти являлся император. Он назначал имперского канцлера и ряд должностных лиц империи. Однако реальной властью обладал имперский канцлер (рейхсканцлер). Канцлер председательствовал на заседаниях Бундесрата и руководил его деятельностью. Его голос был решающим на заседаниях Бундесрата при равенстве голосов его членов, если он выступал «за сохранение существующих предписаний и установлений», касающихся административных положений, регулирующих исполнение общего законодательства о таможенных тарифах, о ряде важнейших косвенных налогов, а также если в Бундесрате не достигалось соглашения по военным вопросам. Любые императорские указы и решения для вступления в законную силу нуждались в его подписи. Тем самым рейхсканцлер играл важную роль, как в законодательной, так и в исполнительной ветви власти, по сути, являясь единственным членом правительства.

## Права и обязанности гражданина
За гражданином закреплялось право на:
- постоянное проживание
- занятие ремёслами
- доступ к общественным должностям
- приобретение недвижимости
- защиту закона

На территории Германской империи вводилась всеобщая воинская повинность длительностью в семь лет (с 20 до 27 лет).

## Недостатки
Конституция 1871 года должным образом не закрепила статус исполнительной власти, ограничившись регулированием роли рейхсканцлера. Кроме того, в ней вообще не была упомянута судебная власть. Конституция не содержала перечня прав человека.